# 片鎔浩
片 鎔浩（ピョン・ヨンホ、朝鮮語: 편용호、1928年 - 1978年3月15日）は、韓国のジャーナリスト、政治家。第7・8代国会議員。

## 経歴
釜山出身、釜山中学校卒。1948年に高麗大学校経商大学修了。1951年より国際新報・釜山日報・世界通信の記者を歴任した。1955年より聯合新聞政治部長、韓国日報政治部長を経て1965年に韓国日報編集副局長を務めた。
1967年に政界入りし、第7代総選挙で新民党の公認で全国区から当選した。1968年より新民党釜山市支部副委員長、院内副総務を経て、1971年の第8代総選挙で再選された。アジア国会議員連合・列国議会同盟韓国代表を経て、1973年に新民党スポークスマン、党機関紙『民主戦線』編集主幹、指導委員、政務委員、西大門区党委員長を務めた。